# Oxymacaria
Oxymacaria là một chi bướm đêm thuộc họ Geometridae.